# Hebei-Museum
Das Hebei-Museum (chinesisch 河北博物院, Pinyin Hébĕi Bówùyuàn), früher als Provinzmuseum Hebei bekannt, befindet sich im Stadtmitte der Provinzstadt Shijiazhuang. Das Museum ist am größten in Provinz Hebei und zählt landesweit den bedeutendsten seiner Art. Zu den Höhepunkten der Sammlung gehören heute der einzigartige Bestand an Beigaben aus der Han-Gräber in Mancheng sowie Meisterwerke von den 4 alten Keramikbrennöfen. Mit gültigem Ausweis ist die Besichtigung der Dauerausstellung frei.
Hebei-Museum ist ein staatliches Museum 1. Klasse in China und wird als eine repräsentative Sammlung der Kunst aus der Han-Dynastie angesehen. Sein Hauptgebäude wurde 1968 fertiggestellt und bietet 20.028 Quadratmeter Fläche mit 18 Ausstellungssälen.